# الحي السكني (الكاف)
الحي السّكني هو معلم أثري تونسي مصنف من قبل المعهد الوطني للتراث يقع في ولاية الكاف في الشمال الغربي التونسي، تحديدا في مدينة الكاف تم تصنيف المعلم في يوم 13 مارس 1912.

## مقالات ذات صلة
- قائمة المعالم الأثرية المصنفة في تونس